# Enryaku-ji

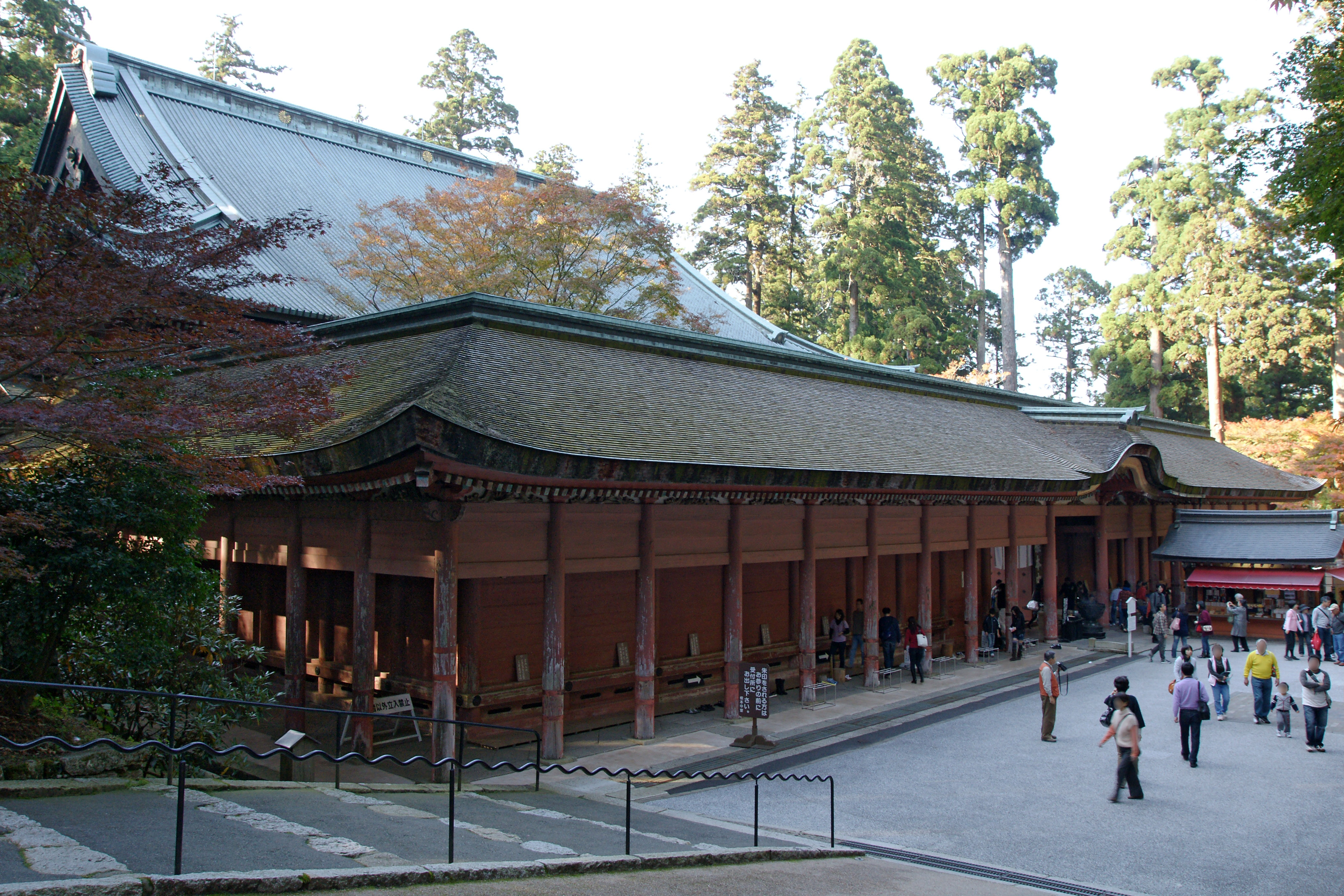
Konpon-chūdō (根本中堂), sala principală a templului Enryaku-ji

Enryaku-ji (延暦寺 Enryaku-ji?) este o mănăstire budistă din Japonia, situată pe vârful muntelui Hiei la hotarul a două prefecturi, Shiga și Kyoto. Complexul monastic a fost înființat la sfârșitul perioadei Heian de către călugărul budist Saichō (767–822), cunoscut de asemenea sub numele Dengyō Daishi, care a introdus învățăturile școlii budiste chineze Tiantai, cunoscută în Japonia ca Tendai. Enryaku-ji este templul principal al școlii Tendai și una dintre cele mai însemnate mănăstiri din istoria Japoniei. Fondatorii școlilor budiste Jōdo-shū, Sōtō Zen și Nichiren au fost călugări la Enryakuji. În 1994 această mănăstire a fost înscrisă în lista de Partimoniul Cultural Mondial UNESCO ca parte a complexului „Monumente istorice ale vechiului Kyoto (orașele Kyoto, Uji și Otsu)”.

## Etimologia
Denumirea inițială a templului a fost Hieizan (Hieizan-ji), adică „Templul Muntelui Hiei”. Denumirea actuală a templului provine de la Era Enryaku (782 -- 806), perioada de domnie a împăratului Kammu. Enryaku (延暦?) se traduce ca „calendar prelungit”.

## Istoric
Muntele Hiei a fost locul de venerare a zeităților șintoiste (kami) Ōmiwa Myōjin și Ōyamatsumi (en), și sanctuarele (jinja) dedicate acestor kami au existat înainte de apariția mănăstirii. Un astfel de sanctuar este Hiyoshi Taisha (ja). Conform cronicii japoneze Kojiki (sec. VIII), în anul 7 al domniei împăratului Suijin, altarul shitoist de pe vîrful muntelui Hie (Hiei) ar fi fost mutat la poalele muntelui (clădirea Higashi Hongū a sanctuarului Hiyoshi Taisha în orașul Otsu de astăzi).
Enryaku-ji a fost întemeiat de către călugărul Saicho, fondatorul școlii budiste Tendai, ca templu de gardă a Heian-kyō (en), capitala Japoniei de pe atunci, de la influențele negative care se credea că vin de la nord-est. Astfel, în 788 au fost puse bazele clădirii, care urma să găzduiască statuia lui Bhaisajyaguru (薬師如来 Yakushi Nyorai?, Budda al Medicinei) și se afla pe locul actualei clădiri Konponchudo.
Pe parcursul secolului IX importanța templului crește, el devenind unul dintre cele patru mari temple-protectorare ale capitalei (celelalte trei fiind Mii-dera, Tōdai-ji și Kōfuku-ji). Astfel, în 833 călugării Gishin și Ennin, discipolii lui Saichō, obținând permisiunea imperială de a hirotoni preoți și călugări, au petrecut prima ceremonie independentă.
După moartea lui Enchin, al cincilea stareț al Enryaku-ji, în urma conflictului dintre urmașii lui Ennin și urmașii lui Enchin, cei din urmă coboară de pe munte și se stabilesc la templul Mii-dera (Onjo-ji), la poalele muntelui Hiei. Secta Tendai se divizează în Tendai Sammon, cu centrul la Enryaku-ji, și Tendai Jimon, cu centrul la Mii-dera. Deși rivalitatea dintre Sammon și Jimon nu a avut bazată divergențe doctrinale, ea uneori a căpătat forme violente (de exemplu, călugării unei denominații opunându-se numirii starețului provenit din cealaltă denominație). Deși autoritatea de a numi stareți aparținea împăratului, unele numiri au cauzat proteste. Actele de nesupunere deseori aveau formă de „parade” (demonstrații de forță) petrecute la capitală cu scop de a manifesta dezacordul cu deciziile curții imperiale.
Treptat, Enryaku-ji a evoluat într-un centru monastic budist, care a produs numeroși călugări de renume, fondatori de școli proprii, așa ca: Hōnen (școala Jōdo-shū), Eisai (școala Rinzai), Shinran (școala Jōdo Shinshū), Dogen (școala Sōtō), Nichiren (școala Nichiren) și Ryōnin (școala Yuzu Nembutsu). La vârful puterii sale Enryaku-ji cuprindea circa 3.000 de temple subordonate.
Pe timpul lui Ryōgen (912–985), al 18-lea stareț al Enryaku-ji, au fost puse bazele armatei de călugări-războinici, sōhei (僧兵?). Inițial reprezentând un grup de mercenari, angajați temporar să apere templul, ei treptat s-au transformat într-o armată permanentă, alcătuită din călugări. Către sfârșitul secolulu X, Enryaku-ji a devenit o importantă forță militară și, datorită faptului că stareții deseori aveau origine nobilă (unii făcând parte din familia imperială), o forță politică. Sōhei de la Enryaku-ji au participat în lupte cu alte templuri și în conflicte feudale.

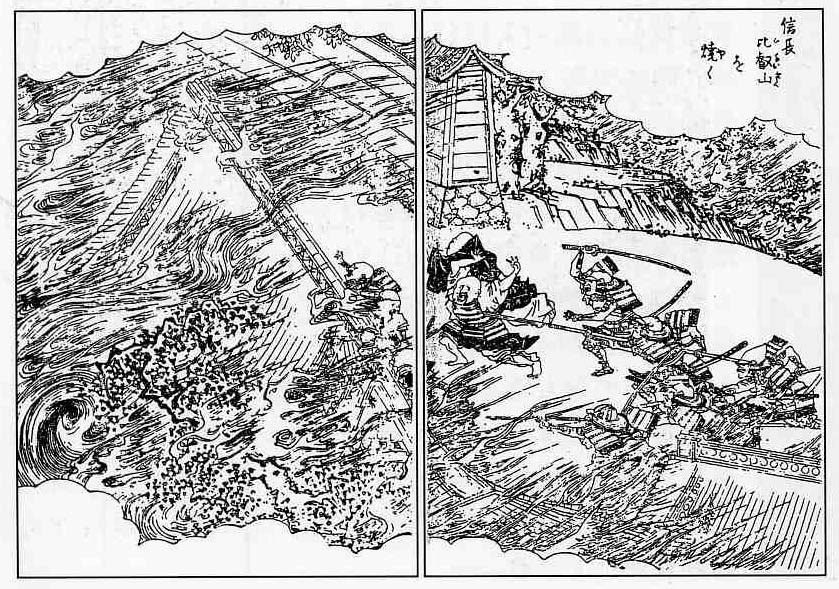
Armata lui Oda Nobunaga distruge mănăstirea Enryaku-ji (ilustrație)

Puterea politică și militară a templului coate fi ilustrată prin următorul citat, atribuit împăratului Shirakawa (en) (1053-1129):
| “                                                 | Fluxul râului Kamo, norocul la zaruri și călugării muntelui sunt lucruri pe care eu nu le stăpânesc | ” |
| — romanul medieval „Heike Monogatari” (sec. XIII) | |   |

Pe parcursul perioadelor Kamakura și Muromachi, templul și-a menținut importanța de putere spirituală și independența față de shogunat.
Către a doua jumătate a secolului X, Enryaku-ji deja s-a format ca un complex monastic vast, cu clădiri grupate în trei zone separate (Todo, Saito și Yokawa), planul căre în mare parte se păstrează până în prezent. De câteva ori templul a suferit incendii, dar de fiecare dată a fost reconstruit și restabilit.
În secolul XVI, în perioada de fărâmițare feudală și de războaie continue între clanuri, templul Enryaku-ji, la fel ca și multe alte școli budiste, a participat la conflicte feudale cu armata sa de sōhei. Astfel, în timpul răscoalei Hokke (1534–1536), Enryaku-ji s-a implicat activ în conflictul dintre sectele Ikkō-ikki și Nichiren, sōhei coborând de pe munte și incendiind 21 de temple Nichiren în Kyoto. Mai târziu, în 1570, în războiul dintre feudalul Oda Nobunaga și clanurile Asakura și Asai, Enryaku-ji a luat partea celor din urmă. După ce Enryaku-ji a ignorat ordinul lui Nobunaga de a se abține de la alianță formală cu Asakura și Asai, acesta a înconjurat muntele Hiei la 29 septembrie 1571 și a atacat mănăstirea. În urma incendiului cauzat de soldații lui Nobunaga, au fost arse aproape toate clădirile mănăstirii. Kakujo, al 166-lea stareț al mănăstirii (și fratele împăratului Ōgimachi), a fost forțat să plece în provincia Kai (în regiunea Kantō), unde a primit protecția nobilului Shingen Takeda. După asasinarea lui Nobunaga la putere a ajuns Toyotomi Hideyoshi, care a permis reconstruirea mănăstirii. Unii călugări s-au întors pe munte, însă timp de 11 ani Enryaku-ji nu a avut stareț.
După instaurarea shogunatului Tokugawa, călugărul Tenkai, care a servit drept consilier la trei shoguni, a inițiat restaurarea mănăstirii. Deși guvernarea militară (bakufu) a impus reglementări stricte asupra activității templelor budiste (în special se interzicea implicarea instituțiilor religioase în activități politice), Enryaku-ji și-a recăpătat vechea influență. Tenkai a instaurat cultul sincretic (budist-șintoist) de venerare a shogunilor, prin care shogunul decedat se declara gongen (o manifestare a lui Buddha în forma unui kami). În prima jumătate a secolului XVII mai multe clădiri de pe muntele Hiei au fost reconstruite, iar școala Tendai și-a extins influența în Edo (reședința shogunilor și centrul administrativ al Japoniei de atunci) într-atât că Iemitsu, al treilea shogun din clanul Tokugawa, a fost înmormântat într-un templu Tendai (Rinnō-ji în prefectura Tochigi).

## Arhitectură
Teritoria templului este împărțită în trei zone: Tōdō (東塔? „Pagoda de la răsărit”), Saitō (西塔? „Pagoda de la apus”) și Yokawa (横川?).

### Tōdō

#### Konponchūdō
Konponchūdō (根本中堂?) este construcția principală a întregului complex monastic. Ea reprezintă o reconstrucție mediavală a unei clădiri mai vechi, Yakushi-dō (薬師堂?), intemeiate de Saicho în anul 788. Principalul obiect de venerare este statuia lui Buddha Bhaisajyaguru sau Buddha-Vindecătorul (薬師如来 Yakushi Nyorai?), care a fost sculptată de însuși Saicho și care se păstrează aici. Lanternă din fața lui Buddha, conform călugărilor, a fost aprinsă de Saicho și arde în continuu timp de 1200 de ani (după incendiu și reconstrucția ulterioară lanterna a fost aprinsă din nou cu focul adus din templul Risshaku-ji din Yamagata). Denumirea de Chūdō (中堂? Sala mijlocie) provide de la poziția relativă a Yakushi-dō față de celelalte două clădiri întemeiate de Saicho: Monju-dō (文殊堂 Sala lui Buddha Manjusri?) și Kyōzō (経蔵 Sala cu scripturi/sutre?). Cu timpul cele trei clădiri au fost reconstruite, lărgite și în fine unite într-una singură.

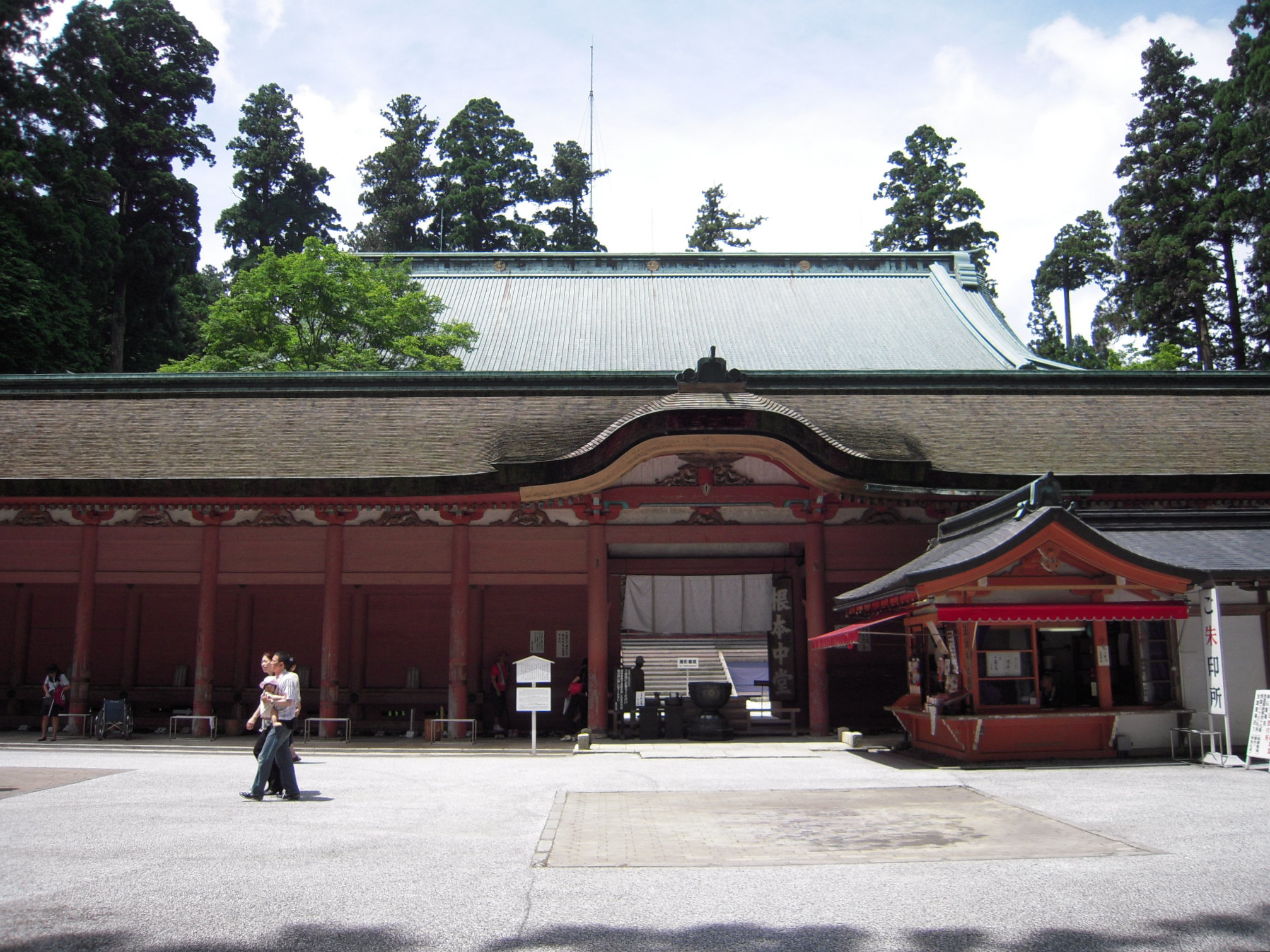
Konpon-chūdō (根本中堂), sala principală a templului Enryaku-ji

În anul 1443 membrii clanului Hino, urmărind reinstaurarea dinastiei de Sud, au pătruns în interiorul Palatului Imperial de la Kyoto (pe atunci reședința împăratului Go-Hanazono (en/ja) din dinastia de Nord) și au furat una dintre cele Trei Regalii Imperiale. O parte dintre rebeli s-au retras pe muntele Hiei și s-au ascuns în Konponchudo, unde au fost omorâți.
Clădirea originală a Konponchudo a fost distrusă în 1571 de armata lui Oda Nobunaga, iar cea actuală reprezintă o reconstrucție, efectuată între anii 1634 și 1641 sub conducerea călugărului Tenkai, la ordinul shogunul Iemitsu Tokugawa. Întreaga construcție a fost executată din lemn de zelkova serrata (欅 keyaki?), arbore endemic din Japonia, Coreea și Taiwan. Împreună cu curtea interioară și galeria din partea de sud formează o structură tipică în stil arhitectural Shinden-zukuri.
Interiorul Konponchudo este împărțit în trei părți. Partea interioară (cea mai sacră parte, în care se află statuia lui Buddha) este situată cu circa 3 m mai jos decât celelalte zone și este pavată cu piatră. Datorită amplasării sali și faptului că anume aici are loc închinarea călugărilor, ea este numită „Vale a învățăturii”. Datorită acestei diferențe de înălțime, statuia lui Buddha (aflată în partea interioară) se află la aceeași nivel cu capurile credincioșilor (aflați în partea de mijloc). Această structură neobișnuită a devenit o particularitate a templelor școlii Tendai. Podul în partea mijlocie a Konponchudo este acoperit cu flori desenate în culori naturale. Tot în această parte a sălii este expus textul Den-Kyō (伝教?), scris de mână de către împăratul Shōwa. La 31 martie 1953 Konponchudo a fost declarat Tezaur Național.

#### Monjurō
Monju-rō (文殊楼?) este o cladire cu două etaje, în formă de poartă. Ambii pereți ai acestei porți au înăuntru scări abrupte, respectiv pentru urcare la etajul de sus și pentru coborâre. Sus se află un altar cu statuia lui bodhisattva Manjusri. După amplasarea sa (la est de Konponchudo) Monju-rō corespunde porților principale a altor temple.

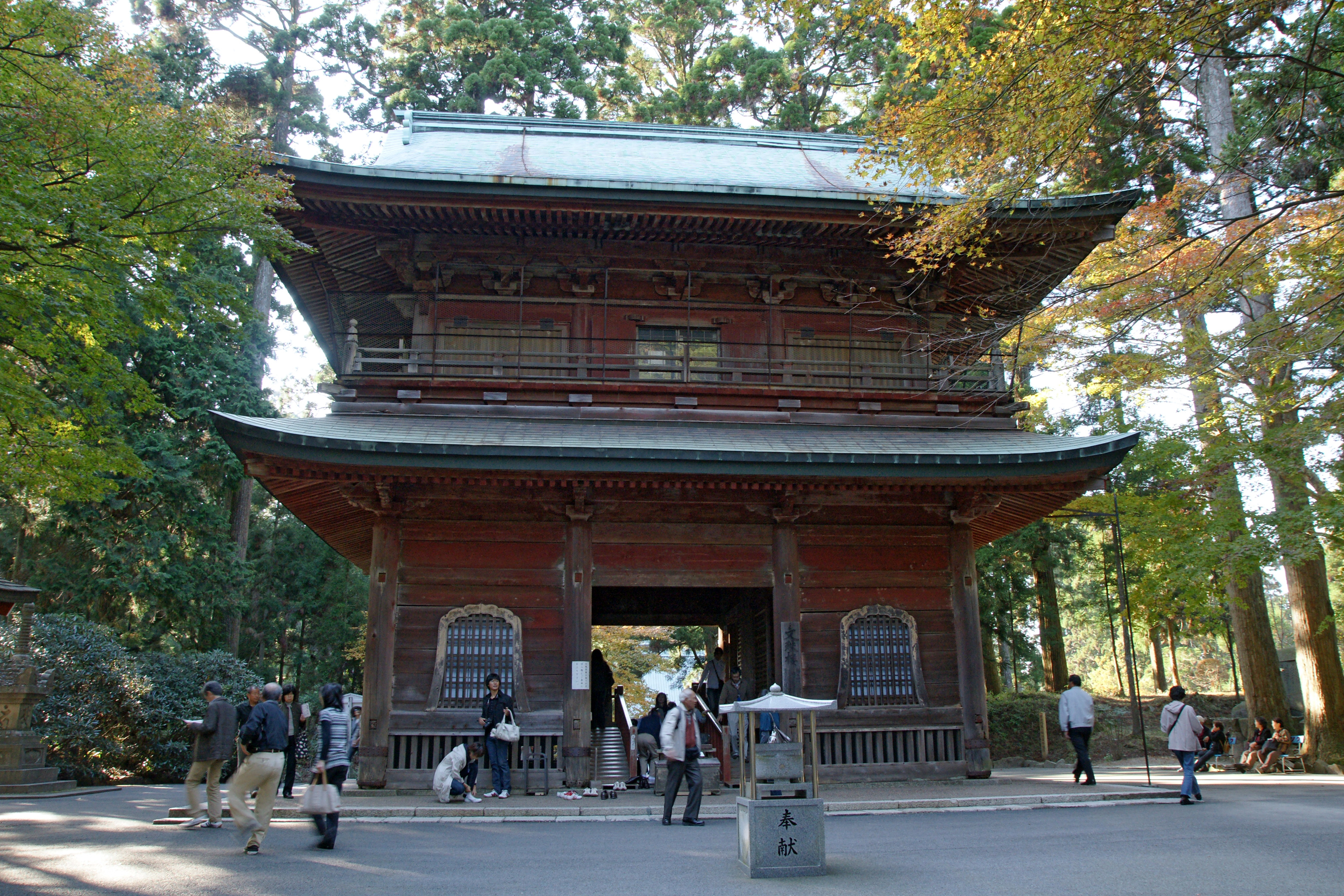
Monju-rō (文殊楼), poarta principală a templului Enryaku-ji

Clădirea originală a Monju-rō a fost construită în 866, al optulea an al erei Jogan (貞観?), adică în relativ scurt timp după fondarea templului. După dezastrul din perioada statelor beligerente a fost reconstruit împreună cu Konponchudo și Daikodo, însă a fost ars în întregime în urma incendiului din februarie 1668, după care în scurt timp a fost reconstruit din nou. În comparație cu construcția originală, clădirea actuală a fost micșorată și decorată mai puțin, însă a menținut însemnătatea sa inițială ca loc de venerare a lui Manjusri.

#### Daikō-dō
Daikō-dō (大講堂? Sala mare de lectură) se află la vest de Komponchudo, cu fațada orientată spre sud. Prima clădire pe acest loc  fost construită în 824 de către Gishin (ja) (義真?) (781–833), primul stareț al mănăstirii. Clădirea a fost reconstruită în 1634 (al unsprezecelea an al erei Kanei, după calendarul tradițional japonez) și a existat peste trei sute de ani, până când a fost distrusă în urma incendiului din 1956. Clădirea actuală reprezintă templul Hiyoshi Toshogu (日吉東照宮 hiyoshi-tōshōgu?), construită inițial în orașul Sakamoto, aflat la poalele de est ale muntelui Hiei, și transportată la Enryakuji în 1964. În timpul relocării a fost găsită o inscripție care a confirmat anul fondării a vechii clădiri Daikō-dō.

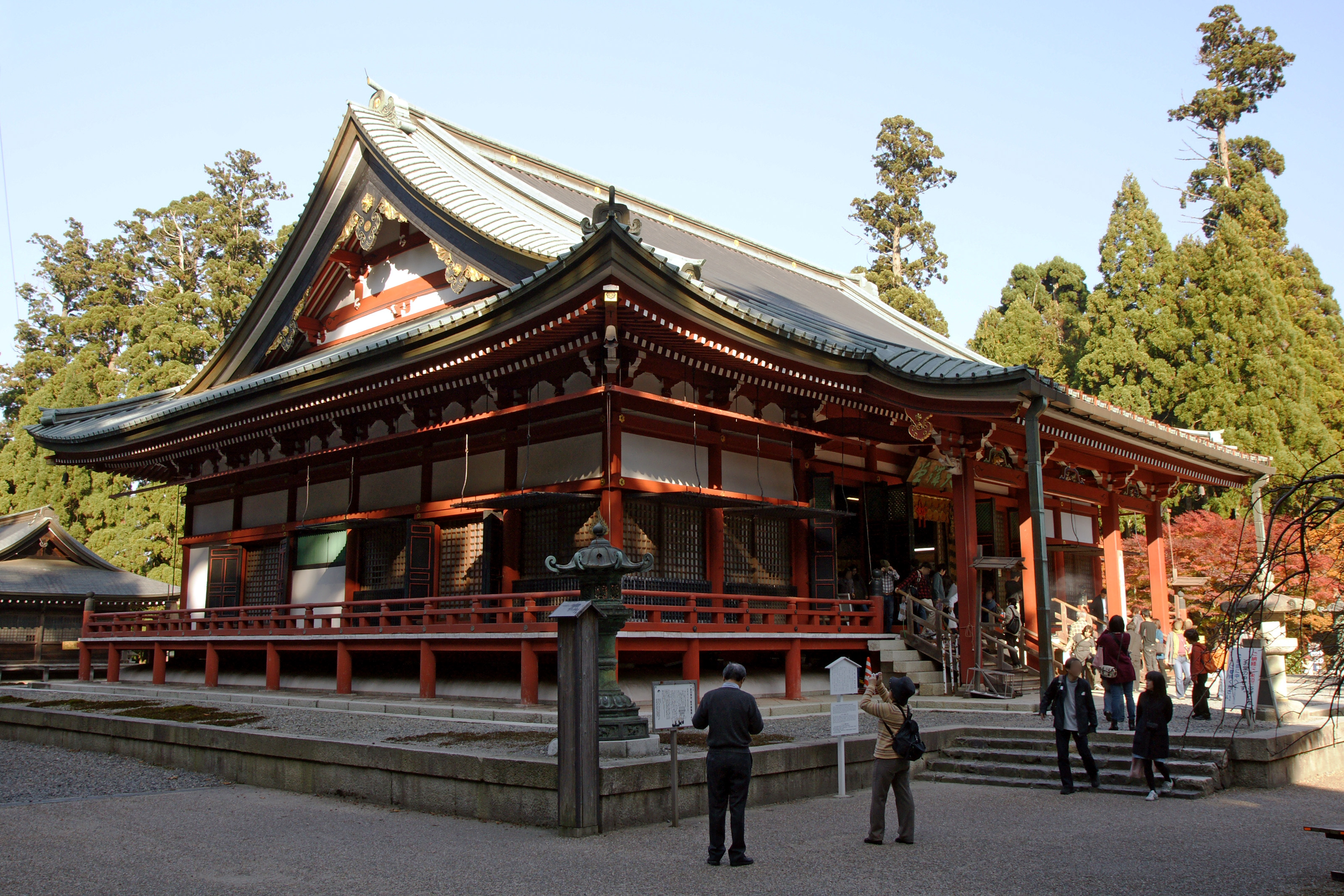
Sala mare de lectură (大講堂, Daikō-dō)

Obiectul principal de venerare este statuia lui Buddha Vairocana. În afara de Buddha, aici sunt expuse portretele marilor călugări, cum ar fi Nichiren, Dogen, Eisai, Enchin, Honen, Shinran, Ryōnin și Shinsei. Toți acești călugări în tinerețe au primit inițiere budistă la Enryakuji și au fondat școli proprii. Portretele au fost donate de sectele respective ca semn de recunoștință. În prezent, spațiul interior al Daikō-dō servește drept sală pentru ceremonii și întâlniri religioase. La 3 iunie 1987 Daikō-dō a fost declarat Patrimoniu Cultural Important.

#### Kaidan-in

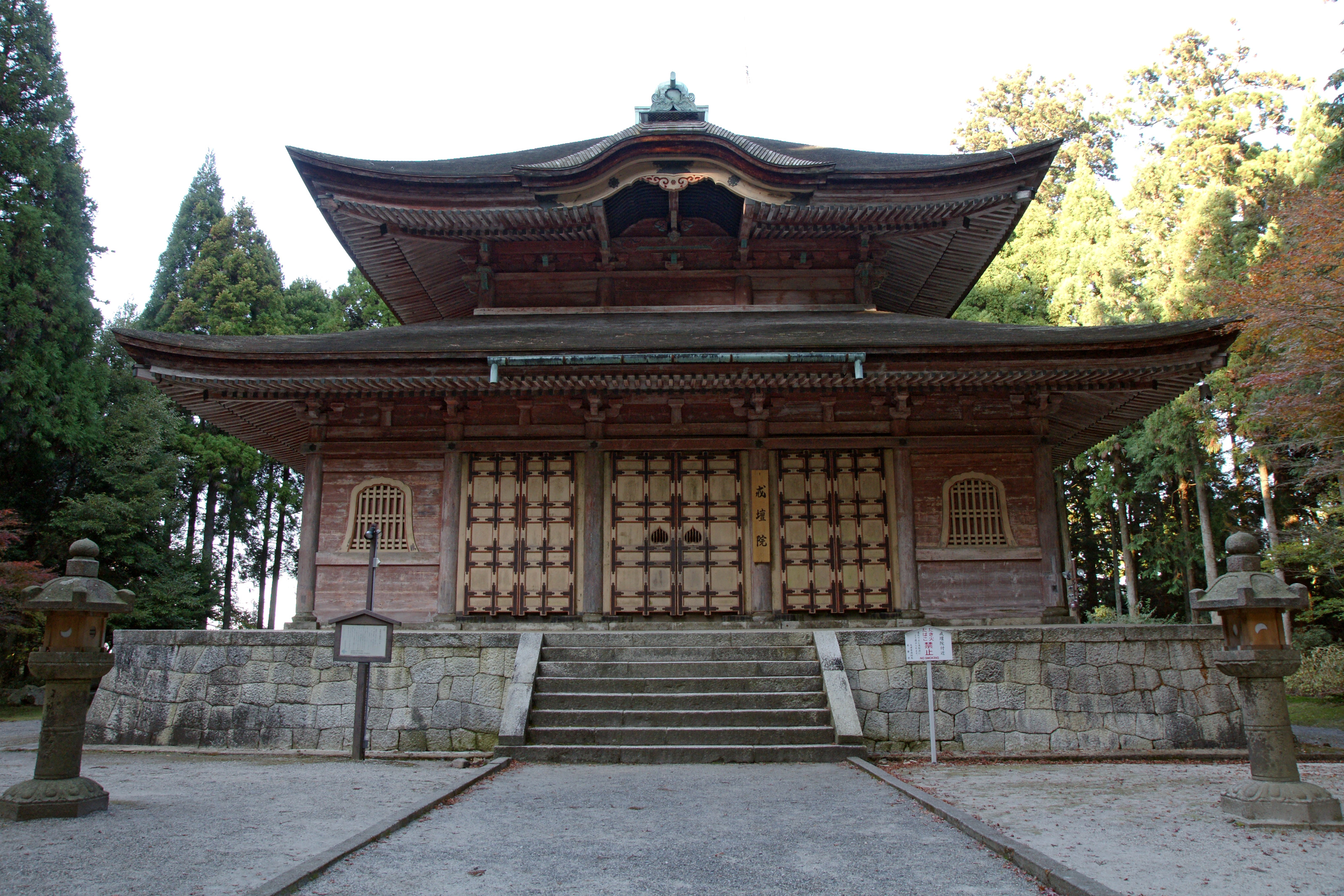
Kaidan-in (戒壇院)

Clădirea Kaidan-in (戒壇院? Altarul Poruncilor) se află în partea de nord a drumului dintre Daikō-dō și Amida-dō, cu fațada orientată spre sud. Este o reconstrucție a unei structuri mai vechi. Peste o săptămână după moartea lui Saichō în 822, împăratul Saga a ordonat construirea templului. Construcția a fost întreprinsă de către călugărul Gishin (義真?), urmașul lui Saicho și primul stareț (zasu) al școlii Tendai, și a fost finalizată în 828. Anume aici se petrecea ceremonia de confirmare (abhișeka) a călugărilor Tendai.
Clădirea actuală a fost ridicată în 1678. Situată pe un fundament masiv din piatră, clădirea are un singur etaj și este compusă din trei secții de-a lungul și trei secții de-a latul. Privită dinafară, însă, clădirea pare a avea două etaje, cel de jos având cinci secții. Înăuntru se află un altar din piatră și statuiele lui Buddha (Shaka Nyorai), Manjusri și Maitreya. La 2 august 1901 Kaidan-in a fost declarat Patrimoniu Cultural Important.

#### Pagoda de Est

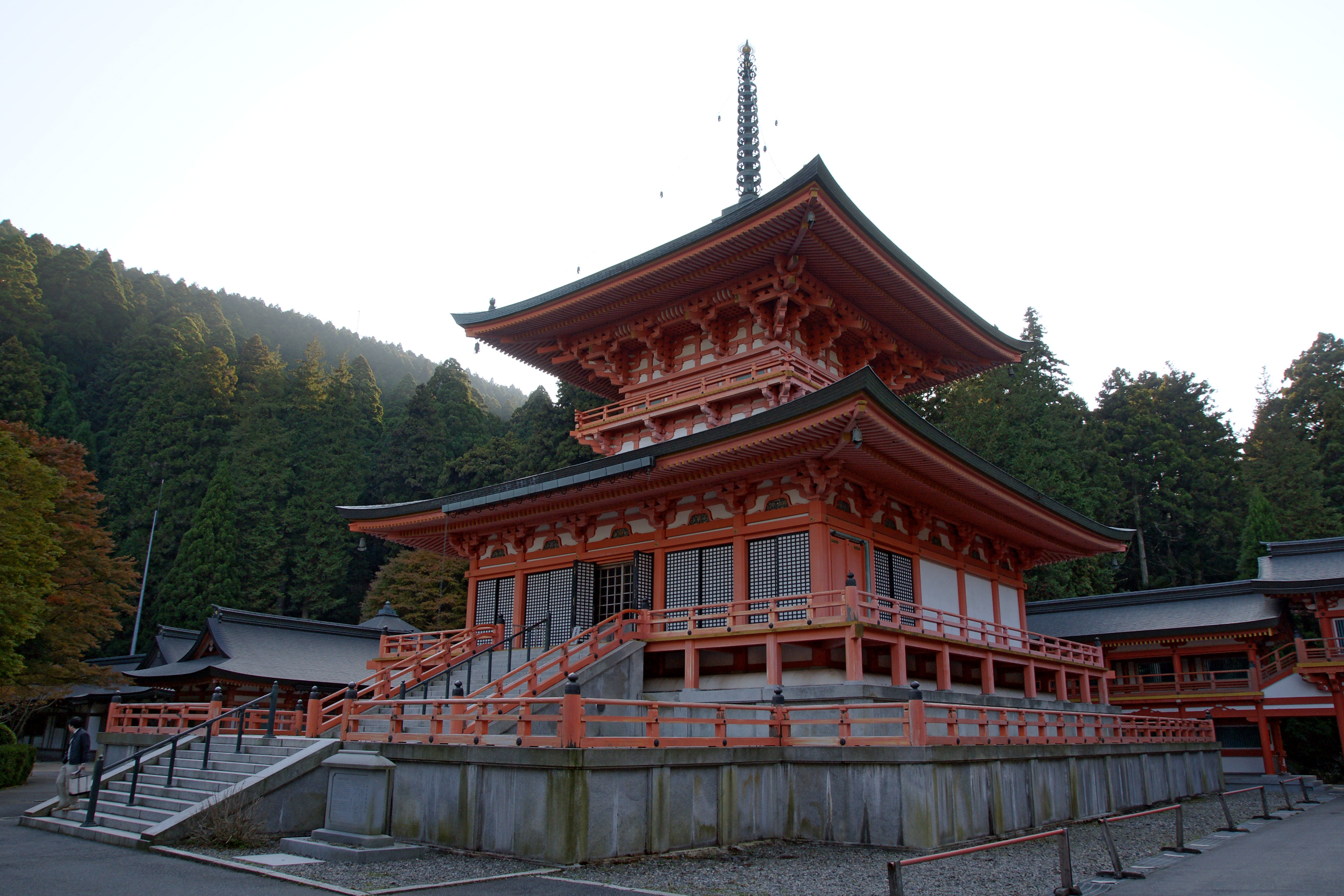
Pagoda de la Răsărit (東塔, Tōdō)

Pagoda de la Răsărit (東塔 Tōdō?), denumirea completă  (法華総持院東塔 hokke-sōjiin-tōdō?, Pagoda de răsărit a templului dedicat Sutrei Lotosului). Clădirea originală a fost construită în 862 de starețul Ennin, după modelul Templului Dragonului Azuriu (青龍寺?) din Chang'an (en) (actualmente orașul Xi'an). Pagoda a suferit incendii în anii 970, 1323 și 1435. În 1571 a fost arsă de armata lui Nobunaga și distrusă în totalitate, nemaifiid restabilită timp de peste 400 de ani. Clădirea actuală este o reconstrucție modernă, efectuată în 1980 pentru a comemora 1200 de ani de la ordonarea lui Saichō. Clădirea este o pagodă de tip tahōtō (en/ja) (多宝塔?), care sunt deseori întâlnite la templele școlilor Tendai și Shingon și se deosebesc prin numărul impar de nivele/etaje (două în loc de trei sau cinci). Însă, spre deosebire de alte pagode tahōtō, nivelul de sus al cărora este cilindric (rotund sau octogonal în plan), pagoda Tōdō este dreptunghiulară. Nivelul de jos este dedicat venerării lui Dainichi Nyorai, iar nivelul de sus reprezintă o stupă și conține o mie de manuscrise a Sutrei Lotusului.

#### Amida-dō

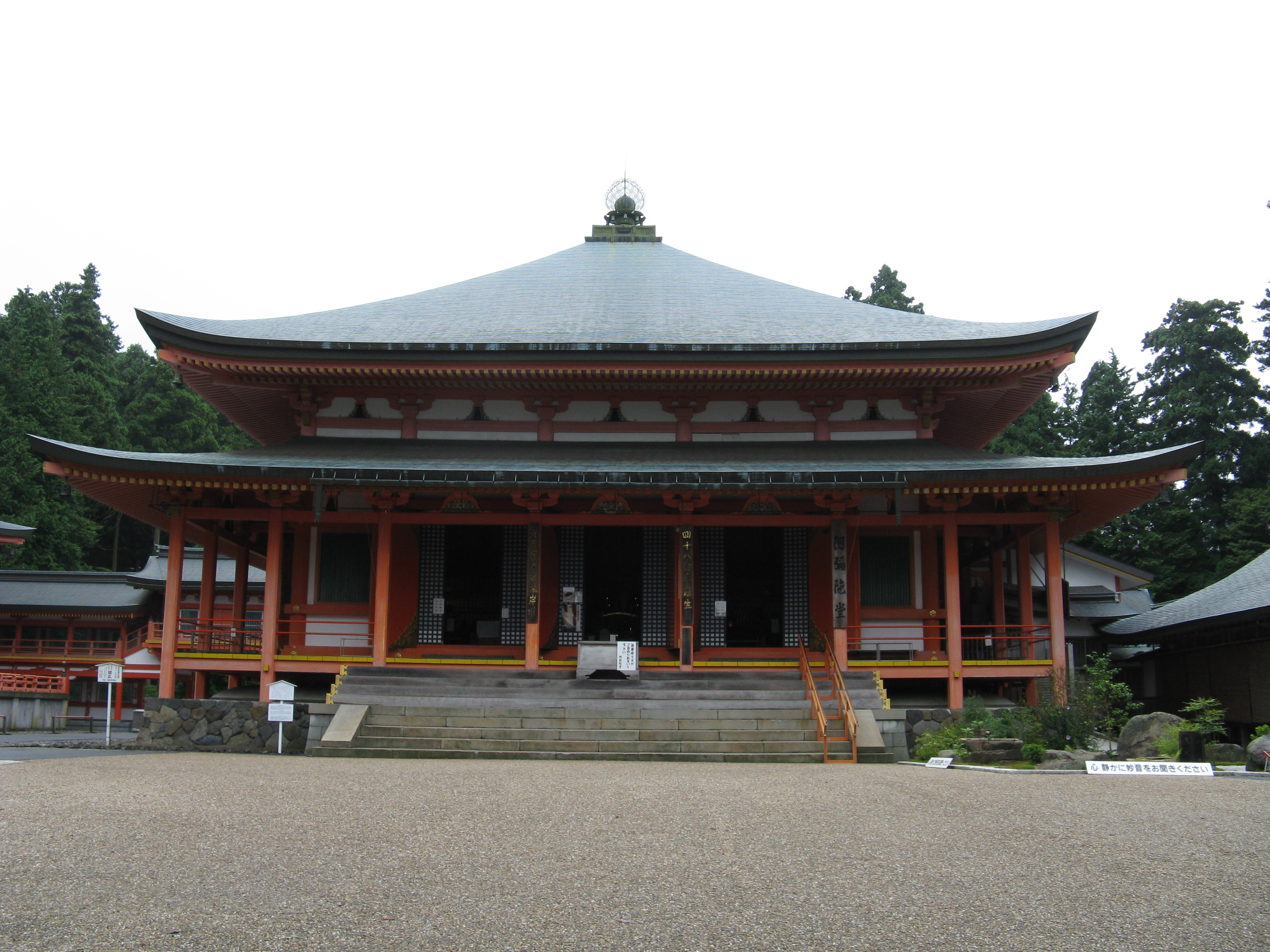
Sala lui Buddha Amida (阿弥陀堂, Amida-dō)

Amida-dō (阿弥陀堂? Sala lui Buddha Amida) a fost construită în 1937 pentru a marca aniversarea a 1150 de ani de la fondarea Enryakuji. Obiectul principal de venerare este statuia lui Buddha Amida (Amitābha), creată de către meșterul Koseki Naitō. În Sala lui Buddha Amida se petrec ceremoniile Pariṇāmanā (en/jp/zh) pentru adepții școlii Tendai și pentru publicul larg. Tot aici se petrec riturile budiste în timpul festuvalului Higan (en/ja) sau O-higan (彼岸?) (legate de sărbătorirea echinocțiilor de primăvară și de toamnă) și festivaului Ullambana (en/ja) sau O-bon (盂蘭盆会 Urabon-e?). La intrare în Amida-dō se găsește un vas cu apă pentru purificare (chōzubachi) în jurul căruia a fost creată o grădină mică, principala atracție a căreia este un suikinkutsu. Clopotnița din fața Amida-dō, inițial construită la poalele muntelui și transportate la Enryaku-ji împreună cu Daikō-dō, are statut de Patrimoniu Cultural al prefecturii Shiga.

#### Jōdo-in
Jōdo-in (浄土院? Templul Pământului Pur) se află la o distanță de circa 15 minute de mers de la Konponchūdō. Este considerat cel mai sacru loc din toată mănăstirea, deoarece aici se află mormântul lui Saichō. Clădirea originală a fost construită în 854 de către Enshin, după modelul templului Zhulin de pe muntele Wutai (en) în China.

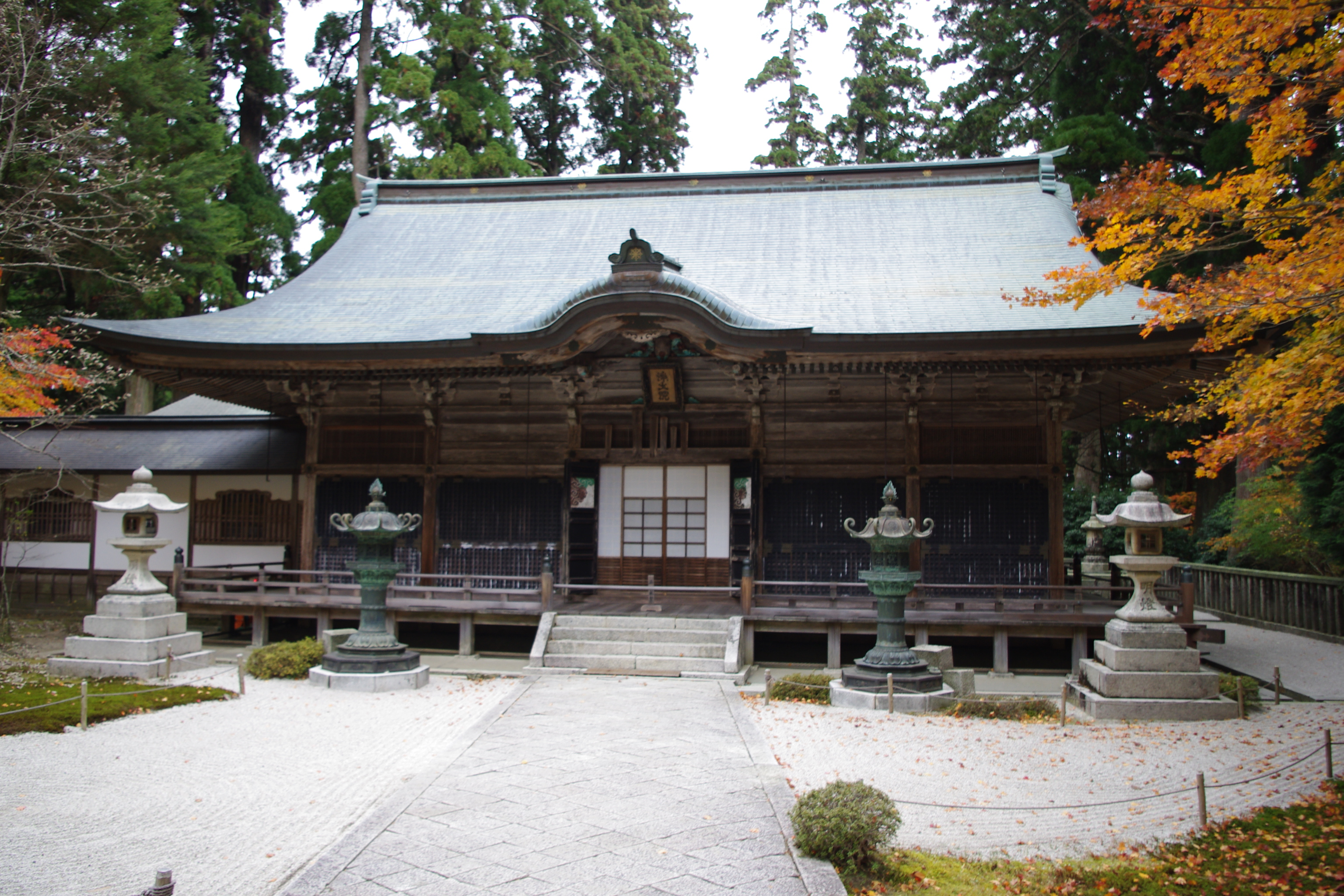
Templul Pământului Pur (浄土院, Jōdo-in)

Aici locuiesc călugării în timpul celor 12 ani de instruire. Călugării îl consideră Saichō drept un „Buddha viu” și îi aduc ofrande (mâncare) ca și cum ar fi fost în viață. O parte a instruirii o constituie îngrijirea „grădinii aride” din curtea Jōdo-in—curățarea și greblarea pietrișului din curte pentru a înlătura frunzele căzute și pentru a menține liniile trasate în valuri și cercuri.

#### Alte clădiri din Tō-dō

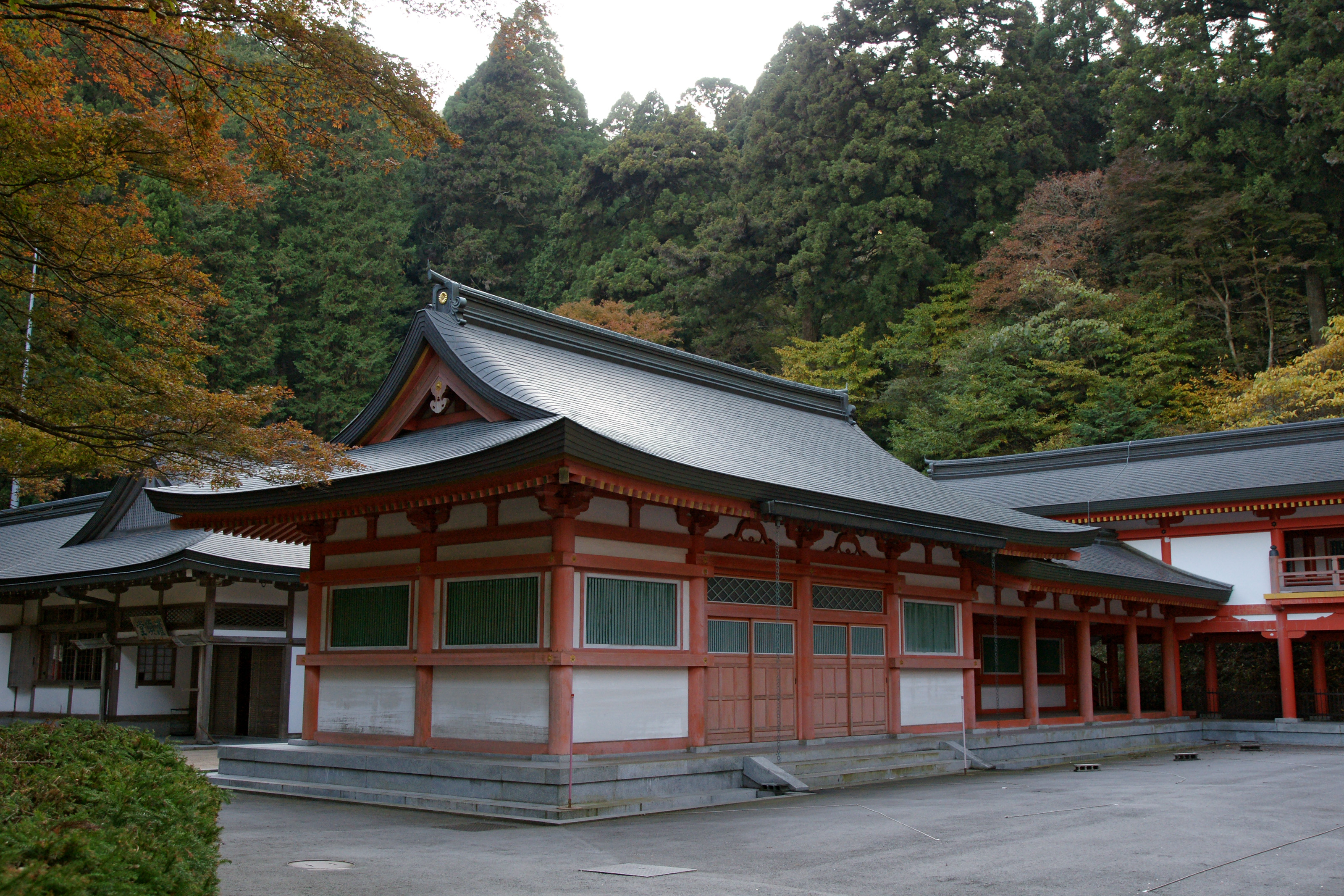
Sala de iniţiere (灌頂堂 Kanjō-dō?)
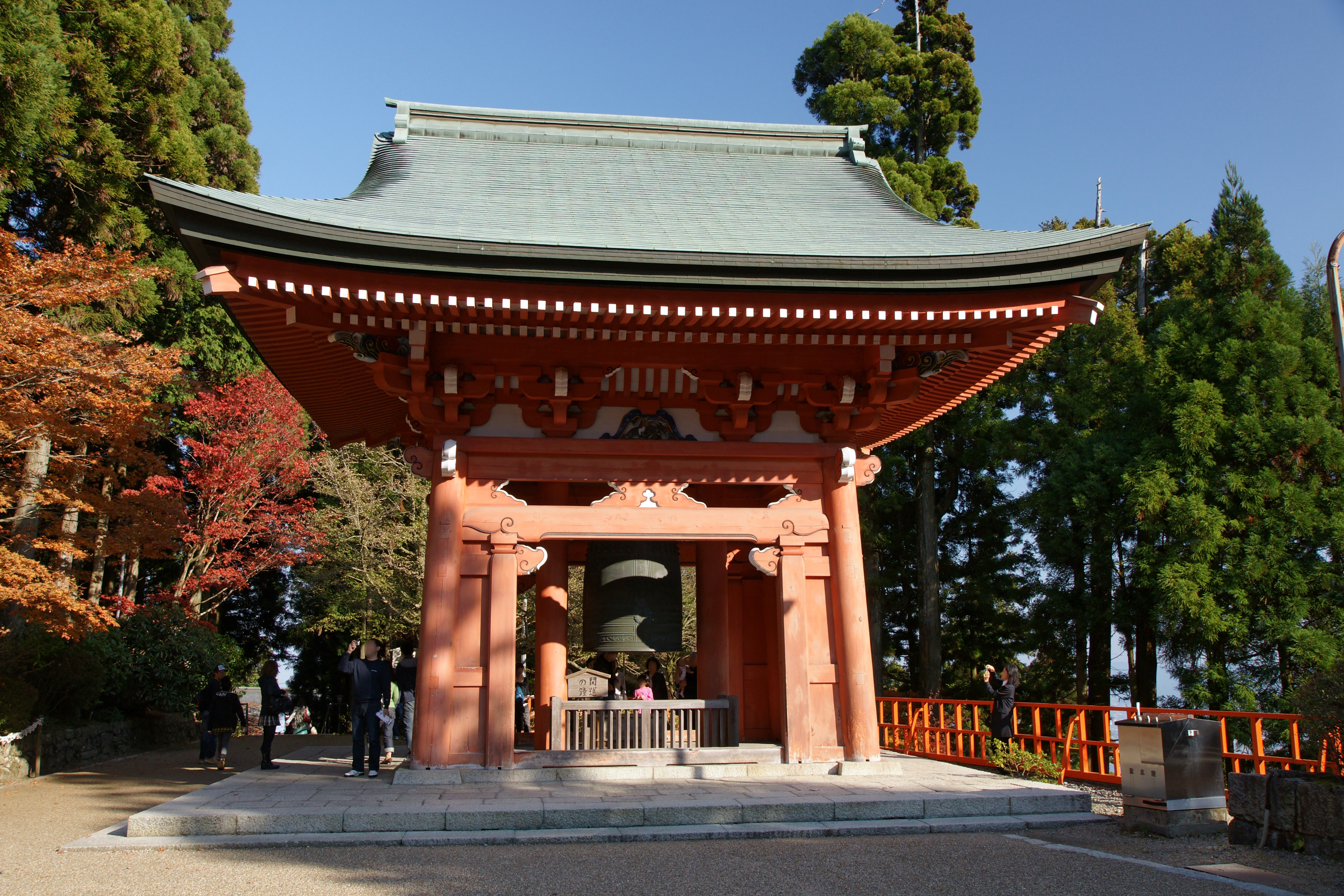
Clopotniţa (鐘楼 Shōrō?)

### Saitō

#### Tenbōrindō
Tenbōrindō (転法輪堂?), sau Shakadō (釈迦堂? Sala lui Buddha Shakyamuni), este clădirea principală din zona Saitō. Clădirea originală a fost arsă în 1671 de către armata lui Oda Nobunaga. În 1596 alt conducător militar, Toyotomi Hideyoshi, într-o confruntare cu mănăstirea Mii-dera (o altă mănăstire a școlii Tendai), a ordonat dezasamblarea clădirii principale („Miroku-dō”) a acesteia și transportarea ei la Enryaku-ji. Astfel, clădirea actuală, construită la Mii-dera în 1347, este cea mai veche construcție din întregul complex monastic. Clădirea reasamblată a fost numită Tenbōrindō.

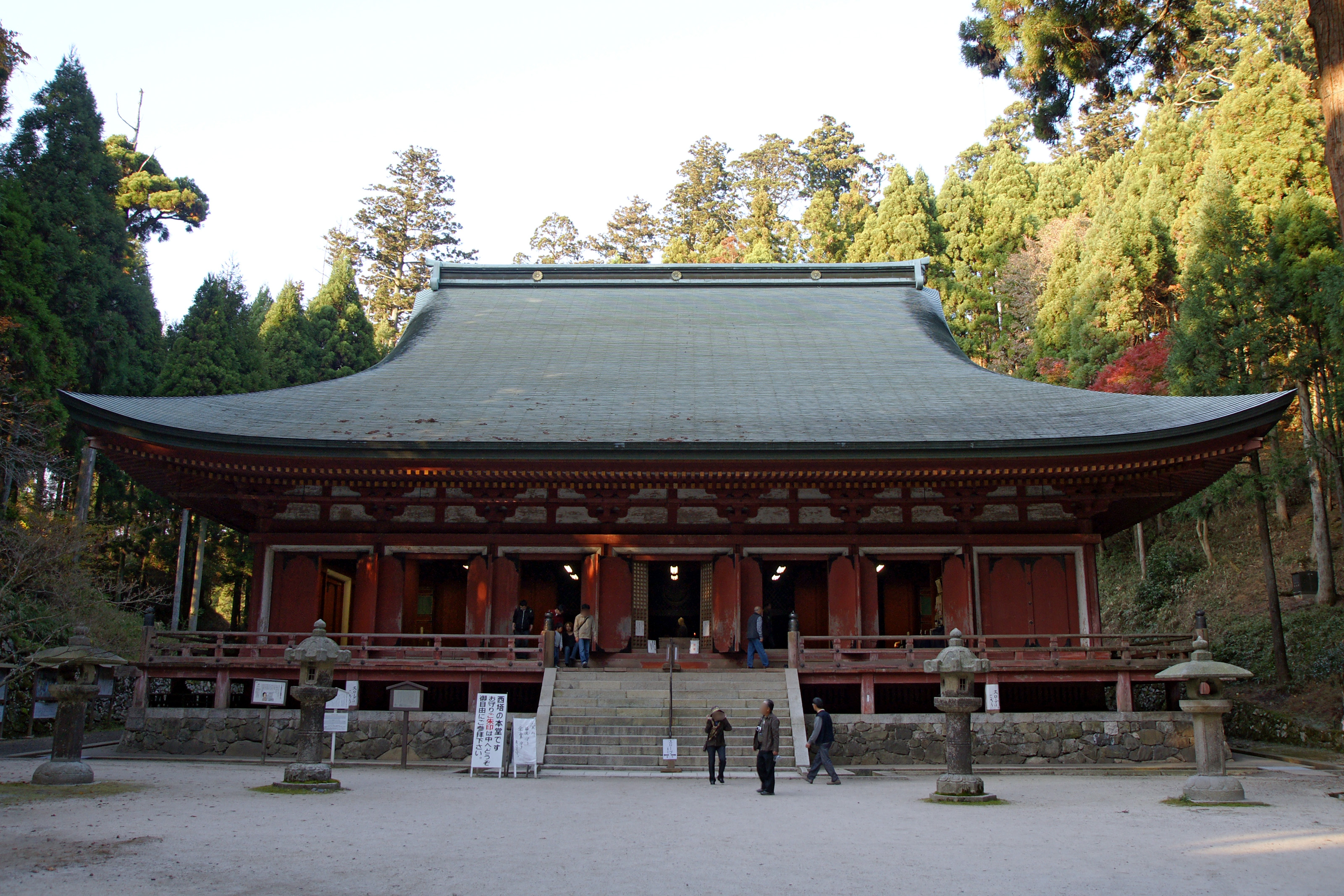
Templul lui Buddha Shakyamuni (釈迦堂, Shakadō)

Obiectul principal de venerare este statuia lui Buddha Shakyamuni (釈迦如来 Shaka Nyorai?), cioplită de către Saicho. Din acest motiv clădirea este deseori numită „Sala lui Buddha Shakyamuni” (釈迦堂?).
Pilonii de suport împart clădirea în șapte secții (numite ken (en) în arhitectura traditională japoneză) frontal și în șapte secții lateral. Interiorul este împărțit lateral în două zone: cea „exterioară” (2×7 ken), care este accesibilă publicului larg, și cea „interioară” (5×7 ken), unde se află statuia lui Buddha și care este accesibilă doar călugărilor.
La 7 aprilie 1900 Tenpōrindō a fost declarat Patrimoniu Cultural Important.

#### Ninaidō
Ninaidō (にない堂, 担い堂?) este denumirea comună a două clădiri de aceeași formă, Jōgyōdō și Hokkedō, construite una lângă alta cu fațada orientată spre sud și unite printr-o galerie acoperită. Clădirile originale au fost construite de Ennin, al treilea stareț al Enryaku-ji, în anul 851 și au fost distruse de către Oda Nobunaga în 1571. Clădirile actuale reprezintă o reconstrucție efectuată în 1595.

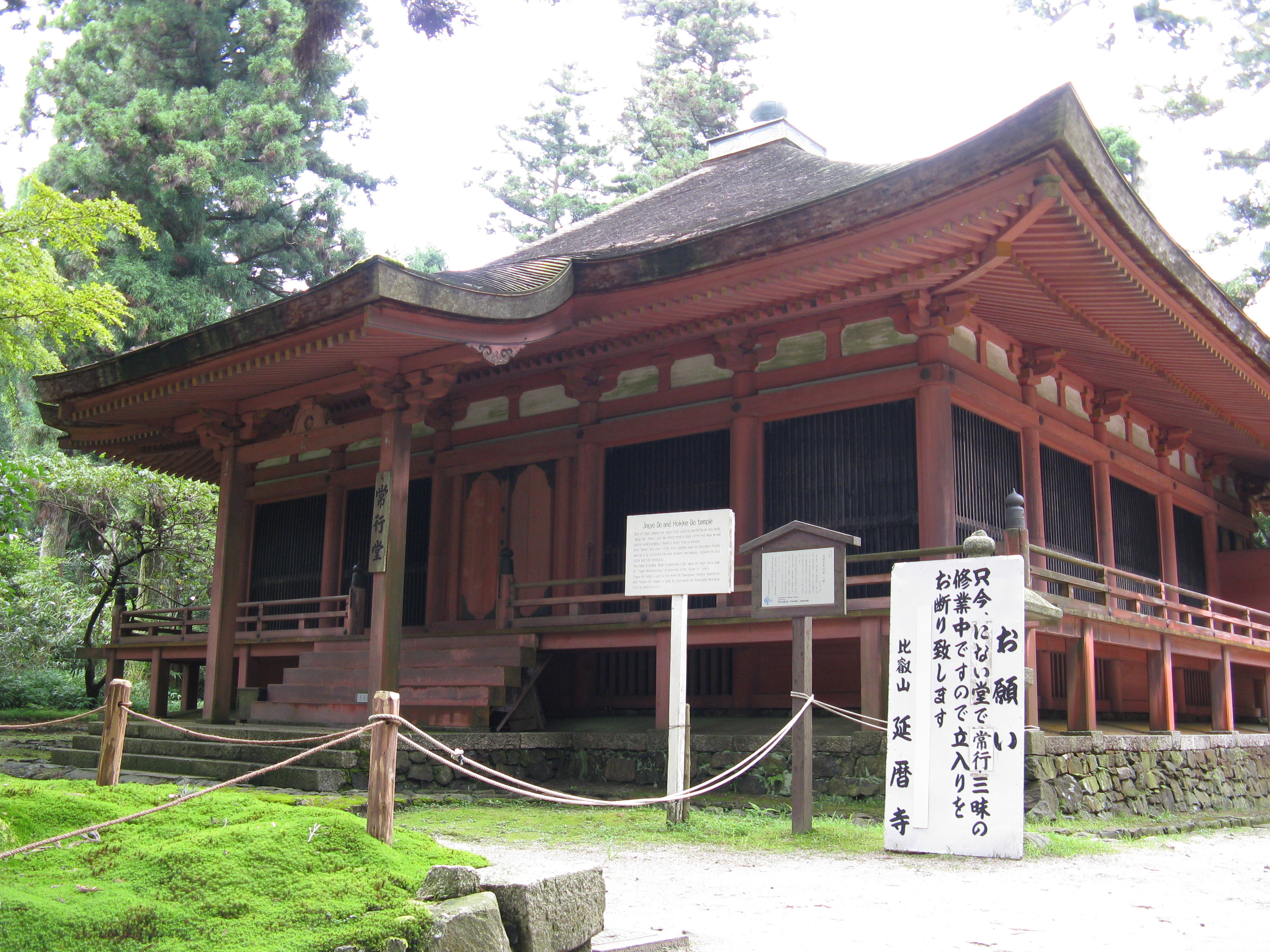
Jōgyōdō (常行堂)

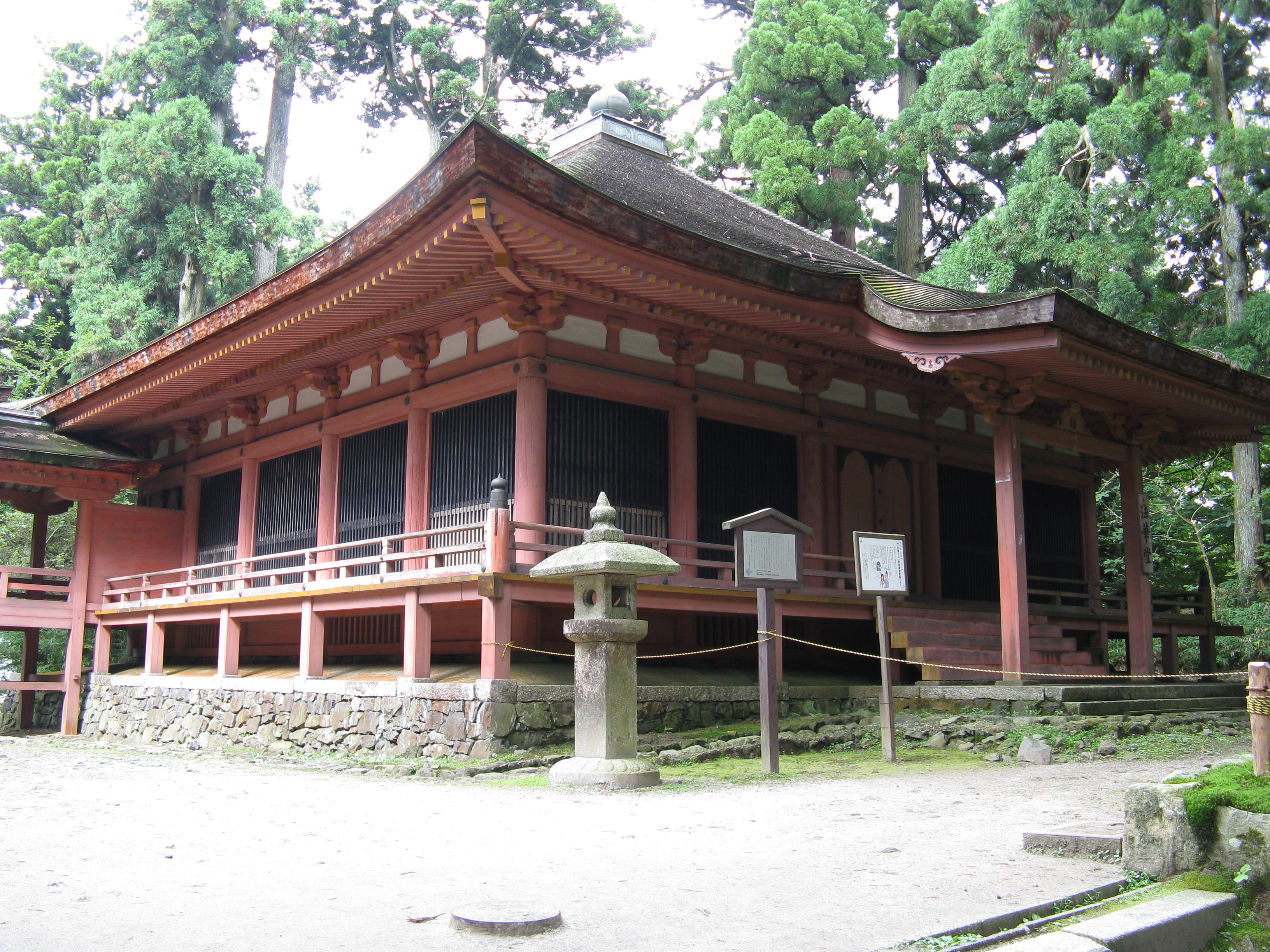
Hokkedō (法華堂)

În cultura populară clădirile Ninaidō se asociază cu Musashibō Benkei (en/ja) (? -- d. 15 iunie 1189), un sōhei medieval care într-adevăr a petrecut o parte din viață ca călugăr la Enryaku-ji, înainte de a se înrola în armata nobilului Minamoto no Yoshitsune. Legenda îl descrie pe Benkei drept om puternic și uriaș, care odată ar fi ridicat ambele clădiri cu un umăr folosind galeria drept cumpănă.
Interiorul Ninaidō nu este accesibil publicului. La 22 iunie 1955 Ninaidō a fost declarat Patrimoniu Cultural Important.

##### Jōgyōdō
Jōgyōdō (常行堂?) este aripa dreaptă a Ninaidō. Obiectul principal de venerare este statuia lui Amida Nyorai, sau Buddha Amida. Clăderea este folosită pentru practicarea tehnicii Jōgyō-zanmai („meditație prin mersul continuu”), care constă în mersul zilnic în jurul statuii lui Amida timp de 90 de zile și recitarea continuă a rugăciunii nembutsu (repetarea numelui lui Amida) cu scopul de a-l vizualiza pe Buddha. Este una din cele patru tehnici de meditare a școlii Tendai.

##### Hokkedō
Hokkedō (法華堂?) este aripa stângă a Ninaidō. Obiectul principal de venerare este statuia lui Fugen Bosatsu, sau bodhisattva Samantabhadra. Clădirea este folosită pentru practicarea tehnicii Hokke-zanmai („meditație prin recitirea Sutrei Lotosului”) de către călugării școlii Tendai.

#### Eryō-dō

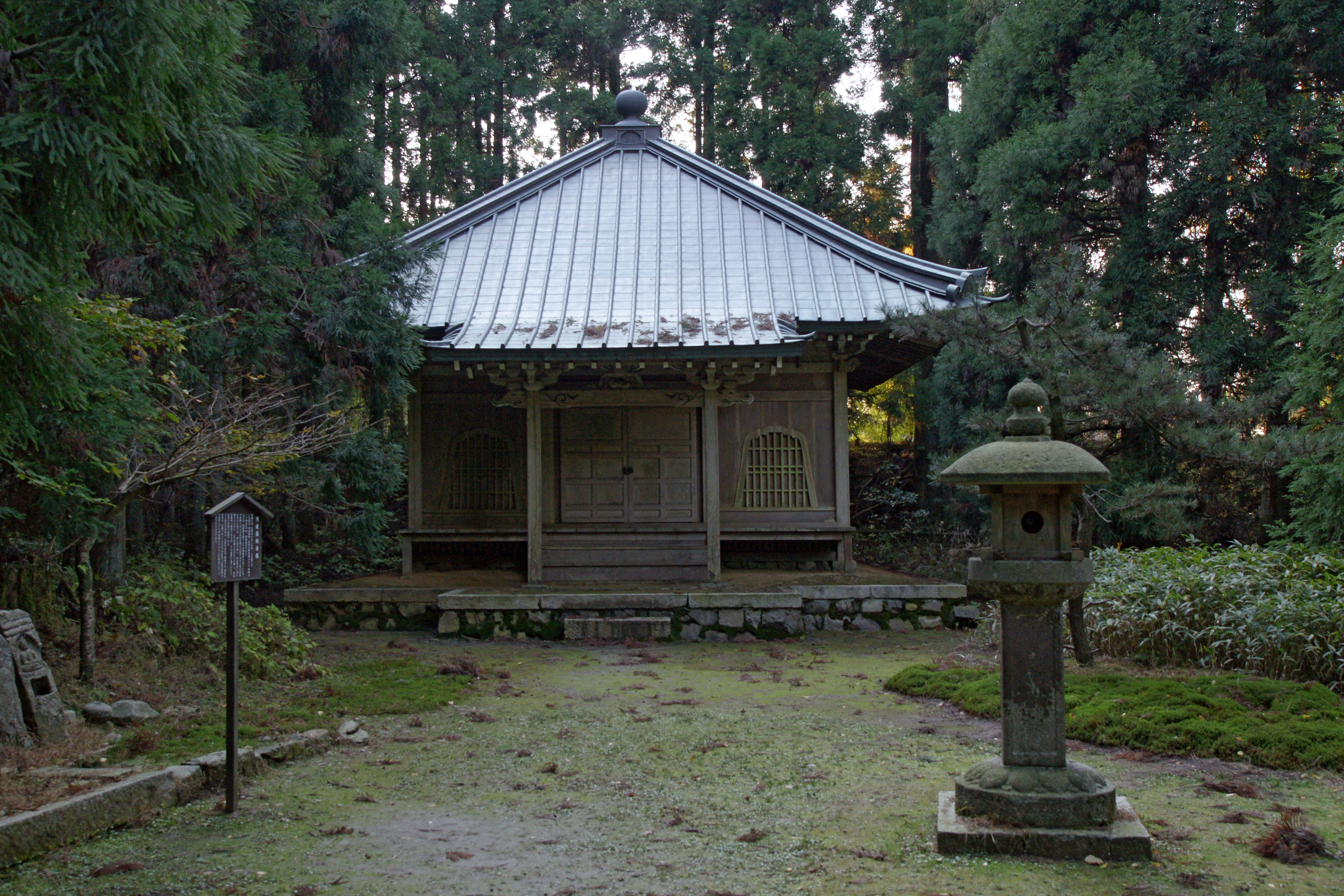
Eryō-dō (恵亮堂)

Eryō-dō (恵亮堂?) a fost construit la începutul perioadei Edo. Clădirea este dedicată venerării călugărului Eryō (800-859), din curentul lui Ennin, cunoscut ca maestru în practici budiste ezoterice și exoterice („maestru a două învățături”) și ca fondator al templului Myōhō-in (ja) în Kyōtō.

#### Ruri-dō
[[Imagine:Ruri-do.jpg|thumb|left|240px|{{nihongo|Sala de lapis lazuli]]
Ruri-dō (瑠璃堂 Sala de lapis lazuli?) este cea mai veche clădire a mănăstirii Enryaku-ji și unica, dintre cele existente în prezent, care a nu a fost distrusă de armata lui Oda Nobunaga în 1571. Anul construirii nu este cunoscut, dar judecând după inscripțiile în cronica mănăstirii, Ruri-dō există cel puțin din perioada Muromachi. De-a lungul secolelor a fost reparată de mai multe ori, de la clădirea originală păstrându-se doar forma arhitecturală.

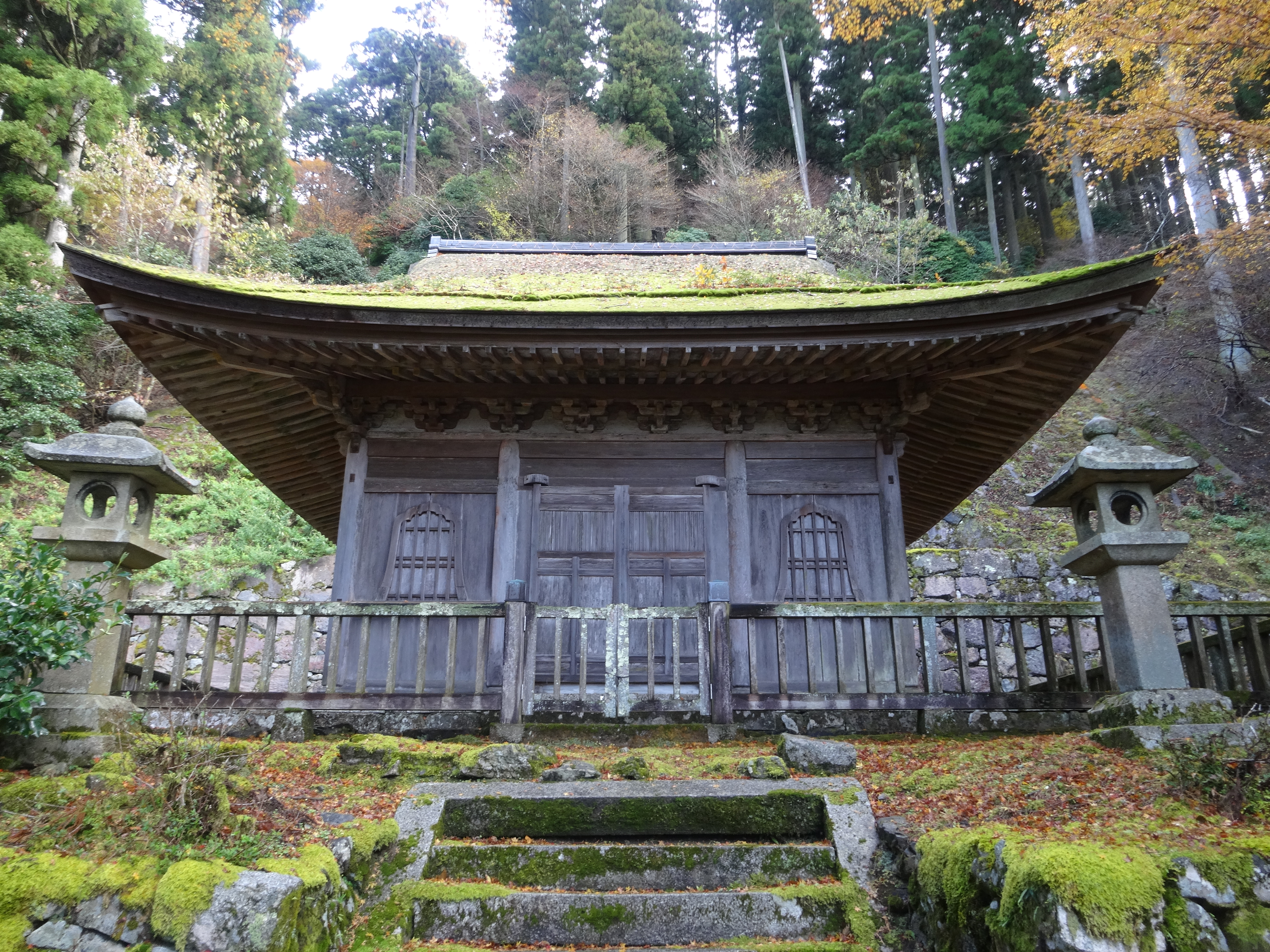
nihongo|Sala de lapis lazuli

Ruri-dō este pătrată în plan, având trei secții lateral și trei secții frontal. Acoperișul în stilul japonez „irimoya (ja/en)”, are influențe chinezești, foarte neobișnuit pentru arhitectura clădirilor Enryaku-ji.
Obiectul de venerare este Buddha-Vindecătorul.
La 8 februarie 1912 Ruri-dō a fost declarat Patrimoniu Cultural Important.

#### Tsubaki-dō
Tsubaki-dō (椿堂?) este o clădire mică, situată în fața Ninaidō cu fațada orientată spre sud. Obiectul de venerare este statuia lui Senju Kannon (ja) (千手観音 lit. „Kannon (en/ja) cu o mie de mâni”?). Denumirea Tsubaki-dō, adică „Sala cameliilor”, provine de la o legendă veche, potrivit cărea prințul Shōtoku, în timpul călătoriei la muntele Hiei, ar fi înfipt în pământ toiagul său, făcut din copac de camelie („tsubaki”, camelia japonica), și acest toiag ar fi prins rădăcini și ar fi crescut, răspândindu-se prin toată zona. În prezent, în jurul clădirii într-adevăr cresc camelii.
Data construirii nu este cunoscută, însă conform cronicilor mănăstirii un templu dedicat zeiței Kannon și asociat cu prințul Shōtoku a existat cel târziu din perioada Kamakura.

### Yokawa

#### Yokawa-chūdō
Yokawa-chūdō (横川中堂?) este templul principal din zona Yokawa. Clădirea originală a fost distrusă în 1942 de o lovitură de fulger. Clădirea actuală reprezintă o reconstrucție, efectuată pe o fundație din beton armat. Obiectul principal de venerare este statuia lui bodhisattva Avalokiteśvara.

#### Eshin-in
Eshin-in (恵心院?), sau Eshin-dō (恵心堂?), este legat de viața și activitatea călugărului Genshin (942-1017). Denumirea Eshin-in provine de la Eshin-Sōzu (恵心僧都?), titlul onorific al lui Genshin. Anume aici el a practicat tehnica Nenbutsu-zanmai (meditarea prin vizualizarea continuă a chipului lui Buddha Amida) și în 985 a scris Ōjōyōshū (en/ja) (往生要集 Esența renașterii în Pământul Pur?), care a influențat gândirea școlilor Pământul Pur. Interiorul clădirii nu este accesibil publicului.

#### Shikikōdō
Shikikōdō (四季講堂 Sala de lectură a celor patru anotimpuri?), sau Ganzan-Daishi-dō (元三大師堂 Sala marelui maestru Ganzan?) a fost construită în 967 la ordinul împăratului Murakami ca loc unde de patru ori pe an să se petreacă discursuri publice despre Sutra Lotusului. Clădirea actuală este o reconstrucție, efectuată în 1652, la ordinul împăratului Go-Mizunoo. Clădirea are formă de careu, altarul fiind situat în partea din mijloc, iar compartimentele din dreapta și stânga fiind rezervate ca locuri de meditație a câlugărilor sihastri.

### Alte clădiri

#### Seiryū-ji
Seiryū-ji (ja) (青龍寺 Templul Dragonului Azuriu?) este un templu situat în Kurodani, la cca 1,5 km de la Shakadō. Deși administrativ Seiryū-ji se află în prefectura Kyoto (hotarul dintre prefecturile Shiga și Kyoto trece peste muntele Hiei), adresa poștală este aceeași cu restul mănăstirii: prefectura Shiga, municipiul Ōtsu, Sakamoto-honmachi 4220.
Denumirea de Kurodani (黒谷 Valea neagră?) provine de la zeitatea Daikokuten (en/ja) (大黒天 lit. Zeul Marelui Întuneric?), cărei inițial a fost dedicat templul. Clădirea originală a fost construită pe timpul starețului Ryōgen. Templul este cunoscut ca locul de instruire a călugărului Hōnen, întemeietorul școlii Jōdo-shū. La vârsta de 13 ani Hōnen a venit la Hiei pentru a studia budismul, iar la 18 ani s-a retras la Kurodani unde a devenit discipolul călugărului Eikū (ja) (叡空?). Clădirea a fost distrusă în 1571 de armata lui Nobunaga.
Clădirea actuală este o reconstrucție, efectuată în 1967 de către călugării de la Chion-in (en), templul de reședință al școlii Jōdo-shū. Cu toate că templul aparține de școala Tendai, în prezent responsabilitatea pentru gestionarea clădirii a asumat-o templul Chion-in. Seiryū-ji este cea de-a 13-cea stație de pe ruta de pelerinaj „25 locuri sfinte ale lui Honen (ja)”. Clădirea este folosită ca loc de inițiere a tinerilor călugări în practicile Nembutsu (en). Obiectul principal de venerare este statuia lui Buddha Amida. Alte două obiecte de venerare din Seiryū-ji (statuia lui Vimalakirti (en/ja) din sec. IX și statuia starețului Ryogen, ambele cu statut de Patrimoniu Cultural Important) actualmente se păstrează în Sala Tezaurului Național al Enryakuji.

#### Mudō-ji
Mudō-ji (ja) (無動寺?) este un templu situat în Mudojidani, la cca 1,5 km de la Konpon-chūdō. Clădirea originală a fost construită în 865 de către călugărul Sōō (ja) (831-918), fondatorul practicilor kaihōgyō. Templul este dedicat venerării deităților budiste Acala și Benzaiten (en/ja).

## Practici spirituale
La baza doctrinei Tendai stă ideea buddhismului universal, adică ideea că diferite învățături și curente (ezoterice, tantrice, zen etc.) nu se contrazic, ci pot fi unite într-un sistem universal. Deaceea practicile spirituale ale acestei școli sunt foarte variate.

### Pregătirea călugărilor
Călugării mănăstririi, după ce au primit ordinarea la Kaidan-in, se retrag la Jōdo-in, unde se dedică practicii rozangyō (籠山行 rozangyō?, exercițiu de sihăstrie pe munte). Pe lângă pregătirea de ofrande pentru Dengyō Daishi (Saichō) pe care îl consideră drept „Buddha viu”, activitățile zilnice ale călugărilor includ meditația în șezut (zazen) și studierea sutrelor, precum și menținerea curățeniei în curte și în sala de exerciții (dojo). Astfel călugării petrec 12 ani, fără să părăsească muntele Hiei, locuind departe de grijile lumești.

### Kaihōgyō
Cea mai importantă parte a practicilor ascetice de la Enryaku-ji este kaihōgyō (回峰行 kaihōgyō?, exercițiu de mers în jurul muntelui). Aceste practici au o istorie lungă și sunt tradițional trasate până la călugărul Sōō (831-918), cunoscut pentru autoizolarea sa pe panta sudică a muntelui Hiei (în prezent templul Mudo-ji) și pentru pelerinajul său prin munții Hira la nord de Hiei. De-a lungul secolelor, aceste practici au fost preluate de către alți călugări, modificate și sistematizate. Cu toate că se cunoaște foarte puțin despre practicarea de kaihōgyō până la distrugerea mănăstiri în 1571, după această dată doar 48 de călugări au completat Sennichi kaihhōgyō (mersul de 1000 de zile).

## Fapte remarcabile
- Călugărul Ennin de la templul Enryaku-ji l-a însoțit pe savantul Fujiwara no Tsunetsugu în misiunea sa diplomatică la curtea împăraților Chinei din dinastia Tang.[45]